# Songgon (plaats)
Songgon is een bestuurslaag in het regentschap Banyuwangi van de provincie Oost-Java, Indonesië. Songgon telt 7869 inwoners (volkstelling 2010).